# IC 1162
IC 1162 је спирална галаксија у сазвјежђу Херкул која се налази на листи објеката дубоког неба у Индекс каталогу.
Деклинација објекта је + 17° 40' 39" а ректасцензија 16h 1m 16,3s. Привидна величина (магнитуда) објекта IC 1162 износи 14,5 а фотографска магнитуда 15,3. IC 1162 је још познат и под ознакама MCG 3-41-34, CGCG 108-56, VV 452, KUG 1559+178, PGC 56693.